# Karl Hansson
Karl Wiktor Hansson, född 14 juli 1886 i Trollhättan, död 3 juli 1945 i Stockholm, var en svensk företagsledare.
Karl Hansson var son till disponenten Lars Fredrik Hansson. Efter skolstudier i Vänersborg och vid Göteborgs handelsinstitut samt kontorspraktik i Göteborg blev han 1907 korrespondent vid Norrköpings Bomullsväfveri. År 1919 blev han kontorschef där, meddirektör och ledamot av bolagets styrelse 1926 och var 1930–1945 VD och disponent för bolaget. Hanssons chefstid innebar en kraftig utveckling både kommersiellt och tekniskt för bolaget. Fast han främst var inriktad mot de merkantila frågorna, kom han att utveckla en god förståelse även för tekniska frågor. Han gjorde ansenliga om- och tillbyggnader, lät uppföra ett modernt bomullstryckeri och ett kraftverk vid Gryt med mera. År 1944 genomförde han en fusion där Drags fabriker fusionerades med "Tuppens". Hansson hade en folklig framtoning som ledare, och hade starka sociala intressen. Han donerade pengar till flera välfärdsanordningar och flera konstverk till Norrköpings konstmuseum. Hansson var även aktiv inom Norrköpings automobil- och flygklubb och gynnade även segelflyget. Från 1932 var han ledamot av överstyrelsen för Sveriges textilindustriförbund, och även ledamot av styrelsen för Lennings textiltekniska institut. Han är begravd på Norra begravningsplatsen utanför Stockholm.